# 魔法戦隊マジレンジャーVSデカレンジャー
- スーパー戦隊シリーズ
  - 魔法戦隊マジレンジャー > 魔法戦隊マジレンジャーVSデカレンジャー
  - 特捜戦隊デカレンジャー > 魔法戦隊マジレンジャーVSデカレンジャー

『魔法戦隊マジレンジャーVSデカレンジャー』は、2006年3月10日に発売されたオリジナルビデオ作品。『魔法戦隊マジレンジャー』のオリジナルビデオ作品であり、スーパー戦隊VSシリーズの一つ。

## 概要
『魔法戦隊マジレンジャー』と『特捜戦隊デカレンジャー』のクロスオーバー作品であるスーパー戦隊Vシネマ第12作。マジレンジャーが6人で唯一スーパー戦隊Vシネマに登場した作品。小津家の10年に1度の記念日・ファンタスティックハッピーデーに現れたアリエナイザーと冥獣人の連合との対決を描く。作品時間は、例年より長い47分となった。
2005年10月4日に起きた出来事として設定されている。書籍『魔法戦隊マジレンジャースーパーレジェンドブック』では、『マジレンジャー』Stage.31とStage.32の間の出来事と推測している。
アメリカ版のデカレンジャー『パワーレンジャー・S.P.D.』の装備であるバトライズドアーマーがファイヤースクワッドの装備として登場する他、前作『デカレンジャーVSアバレンジャー』の設定（特に和風喫茶「恐竜や」が超高層ビルを本社とする大手外食産業へと急成長するなど）も一部登場する。『デカレンジャー』の設定が本作品で一部明かされている。
マジレンジャーはデカレンジャーのことを知っていた様子でウメコがジャケット姿になった際の蒔人の発言で分かる。
全員名乗りの際に「我らスーパー戦隊!」と言わない（「我ら無敵の12人!」）点やエンディングで歌を流さずにマジレンジャーの挿入歌「天空界のやすらぎ」のオルゴールをBGMにして視聴者に語りかける点などが従来と異なる。また、タイトルにVSがつく作品の中で本作品のみタイトルの英語表記にVSが使われていない。
本作品から劇場作品『炎神戦隊ゴーオンジャーVSゲキレンジャー』までは、両戦隊メンバーが1つのバンクシーンで変身している。
ナイ（ホラン千秋）とメア（北神朋美）の悪戯攻撃でデカレンジャーのジャスミン（木下あゆ美）とウメコ（菊地美香）がナイとメアの格好をさせられている場面が登場するが、あまりにも似合い過ぎな木下と菊地の姿にスタッフ・共演者一同は大盛り上がりだったという。この場面ではマジレンジャーの麗（甲斐麻美）と芳香（別府あゆみ）のデカレンジャーの制服姿や、ナイとメアのデカレンジャーの制服姿およびマジレンジャーのジャケット姿も見られる。センちゃんの提案によりヒカル（市川洋介）とテツ（吉田友一）の女装シーンも登場する。
序盤でのウメコが事件に巻き込まれ、途中参加したバンが事態を悪化させるという展開は、『デカレンジャー』Episode.01を踏襲している。
クランクアップの日は載寧龍二（現・さいねい龍二）の誕生日と重なったため、「サプライズ誕生会」を行った。この模様はメイキング映像とともに特典映像として収録されている。
監督は、両作品のパイロットを手掛けた渡辺勝也が担当した。渡辺は、『マジレンジャー』参加のため『デカレンジャー』終盤には参加していなかったことから、自ら本作品に志願した。
東映プロデューサーの塚田英明は、CDドラマでデカレンジャーをメインとした本作品の前日談を発売することも構想していた。
スーパー戦隊Vシネマの中で本作品のみUMDがリリースされている。本作品よりテレビ番組内のCMでも紹介されるようになった。
2015年7月31日には、『特捜戦隊デカレンジャー 10 YEARS AFTER』の発売を記念してこの作品の上映会が行われた。
2020年11月3日、第33回東京国際映画祭にて『魔法戦隊マジレンジャー THE MOVIE インフェルシアの花嫁』、『魔法戦隊マジレンジャーVSデカレンジャー』の2本が特別上映され、橋本淳、松本寛也、甲斐麻美、別府あゆみ、伊藤友樹、市川洋介らによるオンライントークが配信された。

## あらすじ
小津家の10年に一度のファンタスティックハッピーデーに、彼らを狙ってアリエナイザーチグカデ星人・ビルヂーグが現れる。現場に駆け付けたデカレンジャーによってビルヂーグは無力化されるものの、その仲間アルゴル星人のバボンが現れる。
マジレンジャーとデカレンジャーはその場で共闘するが、バボンの黒幕であるエージェントXを追っていたファイヤースクワッドのデカレッド（バン / 赤座伴番）が乱入。小津麗（マジブルー）と礼紋茉莉花（ジャスミン / デカイエロー）が敵の手に捕らわれてしまう。敵は人質と引き換えに小津家の持つ『天空の花』を渡すように要求してきた。
協力して事件解決にあたろうとするマジレンジャーとデカレンジャーだったが、いつになく剣呑な雰囲気のバンに魁（マジレッド）は反発する。一方、エージェントX=冥獣人デーモンのアボロスはインフェルシアの協力をも得て、ある陰謀を企んでいた。

## オリジナルキャラクター
デカレッド バトライザー
ファイヤースクワッドとなったデカレッドの専用装備形態。マーフィーK9が体を分離させて、デカレッドの体にアーマーを装着する。急な崖の斜面を走ることができる。武器はエネルギーライフルで、炎のエネルギー波バトライズ・ファイヤードライブを放つ。しかしそれが返ってバボンを強化させてしまい、マジブルーを連れ去られたマジレッドの怒りを買ってしまう。しかし終盤では、紆余曲折を経てデカレッドと和解したマジレッドが強化変身したレジェンドマジレッドとのタッグでエージェントXに挑む。
元々は海外版『パワーレンジャー・S.P.D.』オリジナルの装備。

冥獣人デーモン エージェントXアボロス
地底冥府インフェルシアを飛び出してエージェント・アブレラの弟子となり、アブレラ亡き後にエージェントXという偽名を使いアリエナイザーたちに様々な品物を売りつけていた天空に背き続ける冥獣人。彼自身もまた様々な犯罪（バン曰く「不可思議過ぎる不可思議犯罪」）を犯してきた模様で、ファイヤースクワッドの捜査対象になっていた。
言動の端々に自分は師を超えているようなことを口にする。口癖は「私に抜かりはありません」で、自らの計略に自信を持っており、予定が狂うと動揺する癖がある。アブトレックスの同種の型である怪重機「アボトレックス」を持ち、他の冥獣人のように巨大化することはない。天空の花の力を増幅し、全宇宙を愛の無い破壊と殺戮だけの世界にしようと目論む。
- キャストクレジットは「エージェント・アボロス」と表示されている。デザインは篠原保が担当した。冥獣人が宇宙生活用の装備を身に着けており、コルセット風の装備にすることで、本来の力を抑えるような感じとなっている。ネクタイやコウモリ風の羽根などはアブレラから引き継いでいる。

チグカデ星人ビルヂーグ
巨大なアリエナイザー。胃袋に入れたものを別の次元に転送する能力を持つ。営利誘拐の常習犯であり、バボンやエージェントXと契約し、小津兄弟を誘拐して天空の花を奪う役目を授かっていた。ジャスミンによるニックネームは「がばっとぱくっと君」。小津兄妹を狙っていたためか、「オズゥー、オズゥー」という鳴き声を発する。デカレンジャーによって誘拐が失敗し、捕まってしまったため、口封じにバボンに処刑される。
- デザインは森木靖泰が担当した。

アルゴル星人バボン
ガスドリンカーズと同じアルゴル星人だが、人間体は存在せず、両者の間に特別な繋がりは無い。既にデリート許可が降りている。アブレラの後継者、エージェントX＝冥獣人デーモン・アボロスと契約しており、胸には魔導陣が描かれており、デカレンジャーやマジシャインのビーム攻撃を吸収して攻撃力に変換して追い詰めたが物理技は吸収出来ないため、マジレンジャーの魔法で一時的に追い詰められた。ウメコのように小柄の女性は好まず、大柄で逞しくて少しスネ毛の生えた女性が好み。その犠牲になったのは女装したテツとヒカルだった。
- デザインは森木靖泰、魔導陣は企画者104の松井大が担当した。アルゴル星人特有のラインに魔導陣と武器を組み込んでいる。頭の形状のイメージはテンガロンハット。

## 装備・戦力
フォーメーションU2
ピンクがディーショットでビルヂークの足を攻撃し、怯んだ隙にパトレーラーのキャッチロープとパトアーマーのライトで動きを封じ、デカバイクロボが人命救助し、パトジャイラーのジャイロワッパーで逮捕する。
ウーザ・ドーザ・ザザレ
ナイ・メアと服装を取り替えられたジャスミンとウメコが、ウーザフォンで全てを元に戻す時に使った呪文。その際、バンキュリアは浴槽に落ちる。

怪重機アボトレックス
エージェント・アブレラが使用した怪重機アブトレックスとカラーリングが異なる同型機である怪重機。作中ではバボンも同乗した。天空の花をセットすることでビームを宇宙から発射できる。戦車形態アブトレーラーに変形する機能を有する。
- デザインは森木靖泰が担当した。配色はアブトレックスとの違いを明確にするためアボロスをイメージした青を主体としたカラーリングに変更し、胸の照射装置を変更している。

### 合体技
ダブルグリーンアタック
デカグリーンとマジグリーンがジャンプして、ディーロッドとマジスティックアックスで攻撃する。
ダブルクールショット
デカブルーとマジイエローが空中からディースナイパーとマジスティックボーガンを同時に放つ。
デカブレイクシャイニングフィスト
マジシャインがデカブレイクをマジランプの中に入れてスモーキーシャイニングアタックの応用で射出し、発射されたデカブレイクが敵に連続パンチを食らわす。
マジカルシスターズツインカムエンジェルミラクルツイスター
マジピンク&マジブルーのマジスティックを支えにして、デカイエロー&デカピンクのディーショットを置き、魔法エネルギーを込めて敵に向けて放つ技。バンキュリアを相手に使用。
ダブルレッドファイヤーフィニッシュ
デカレッド・バトライザーとレジェンドマジレッドが火の鳥となって敵に一撃を食らわす。
マジデカファンタスティクストライクアウト
マジトピアの宝である天空の花が起こした、千年に一度の奇跡の魔法。「マージ・ジルマ・デカ・マジカ!」の呪文で、12人それぞれの武器から強力な魔法力を放出する。バボンとアボロスをまとめて倒した。
ミラクルグレートノヴァ
デカレンジャーロボ、デカバイクロボ、マジキング、トラベリオン4機のエネルギーをジャッジメントソードとキングカリバーに集め、その塊を敵にぶつける技。
マジファイナルバスター
デカウイングキャノンにマジレジェンドの魔法エネルギーを込めて放つ。

## 用語
監獄島
アボロスが取引の場所に指定した叫びの塔があるマルデヨーナ世界。叫びの塔が崩壊すると島も沈む。
天空の花
本作品の鍵となるマジトピアの秘宝。その名の通り花の形をしたガラスのような宝石であり、天空聖界宝物図鑑には載っておらず、ヒカルですらその存在を知らなかった。
しかしそれは、マジエルから深雪に授けられ、「小津家の幸せを守る宝石」として大切にされていた。
千年に一度の奇跡を起こすという「伝説の灯火吹雪」となって悪を打ち倒す力を与えてくれる一方、10年に一度、人間の愛を凍り付かせてしまうという。そのため、10年に一度のその日、愛の機に触れさせる必要がある。その日こそが、小津家のファンタスティックハッピーデーであった。
戦いの後、複数の白い花となり、「幸せの花」と呼ばれた。

## キャスト
- 小津魁 / マジレッド - 橋本淳
- 小津翼 / マジイエロー - 松本寛也
- 小津麗 / マジブルー - 甲斐麻美
- 小津芳香 / マジピンク - 別府あゆみ
- 小津蒔人 / マジグリーン - 伊藤友樹
- ヒカル / マジシャイン - 市川洋介
- 赤座伴番 / デカレッド - 載寧龍二
- 戸増宝児 / デカブルー - 林剛史
- 江成仙一 / デカグリーン - 伊藤陽佑
- 礼紋茉莉花 / デカイエロー - 木下あゆ美
- 胡堂小梅 / デカピンク - 菊地美香
- 姶良鉄幹 / デカブレイク - 吉田友一
- ナイ - ホラン千秋
- メア - 北神朋美
- 小津深雪 - 渡辺梓
- 白鳥スワン - 石野真子

### 声の出演
- スモーキー - 草尾毅
- マンドラ坊や - 比嘉久美子
- メーミィ - 高戸靖広
- バンキュリア - 渡辺美佐
- エージェント・アボロス - 竹本英史
- バボン - 長嶝高士
- ウルザード - 磯部勉
- ドギー・クルーガー / デカマスター - 稲田徹
- 呪文音声 - 玄田哲章（ノンクレジット）

### スーツアクター
本作品では日下秀昭がスーツアクターを務めるデカマスターとウルザードが対決するシーンでは、岡元次郎がデカマスターのスーツアクターを務めている。
- マジレッド[17] - 高岩成二
- 今井靖彦
- 野川瑞穂
- 小野友紀
- マジグリーン[18]、デカレッド[18] - 福沢博文
- デカマスター[1] - 岡元次郎
- ウルザード[1] - 日下秀昭
- 蜂須賀祐一
- 竹内康博
- 大林勝
- 三村幸司
- 橋本恵子
- 小島美穂
- 大岩永徳
- 神尾直子
- 中川素州
- 中村博亮

## スタッフ
- 製作 - テレビ朝日、東映、東映エージエンシー、東映ビデオ
- 原作 - 八手三郎
- プロデュース - シュレック・ヘドウィック（テレビ朝日）、塚田英明・宇都宮孝明（東映）、加藤和夫（東映ビデオ）、矢田晃一（東映エージエンシー）
- 脚本 - 荒川稔久
- 音楽 - 山下康介、亀山耕一郎
- 撮影 - 松村文雄
- アクション監督 - 石垣広文（ジャパンアクションエンタープライズ）
- 特撮監督 - 佛田洋
- 監督 - 渡辺勝也

## 挿入歌
いずれもノンクレジット。
「特捜戦隊デカレンジャー」
作詞：吉元由美 / 作曲：宮崎歩 / 編曲：京田誠一 / 歌：サイキックラバー
「girls in trouble! DEKARANGER」
インストゥルメンタル版が使用された。
「魔法戦隊マジレンジャー」
作詞：岩里祐穂 / 作曲：岩崎貴文 / 編曲：京田誠一 / 歌：岩崎貴文

## 映像ソフト
- 2006年3月10日レンタル開始[19]。
- 2006年3月21日DVD、UMD発売[20]。